# Praia da Costa (Vila Velha)
- Praia da Costa é um bairro da cidade brasileira de Vila Velha, Espírito Santo.[1]

É um dos bairros mais famosos do estado, tanto por sua atividade turística quanto comercial. Considerado um dos bairros mais nobres do Espírito Santo, cujo m² é um dos mais caros do sudeste brasileiro, sendo desde a década de 80 o paraíso das construtoras de luxo no estado. Bairros limítrofes: Bairro Morro do Moreno (ao norte), Praia de Itapoã (ao sul),Centro e Prainha (a Leste).

## História

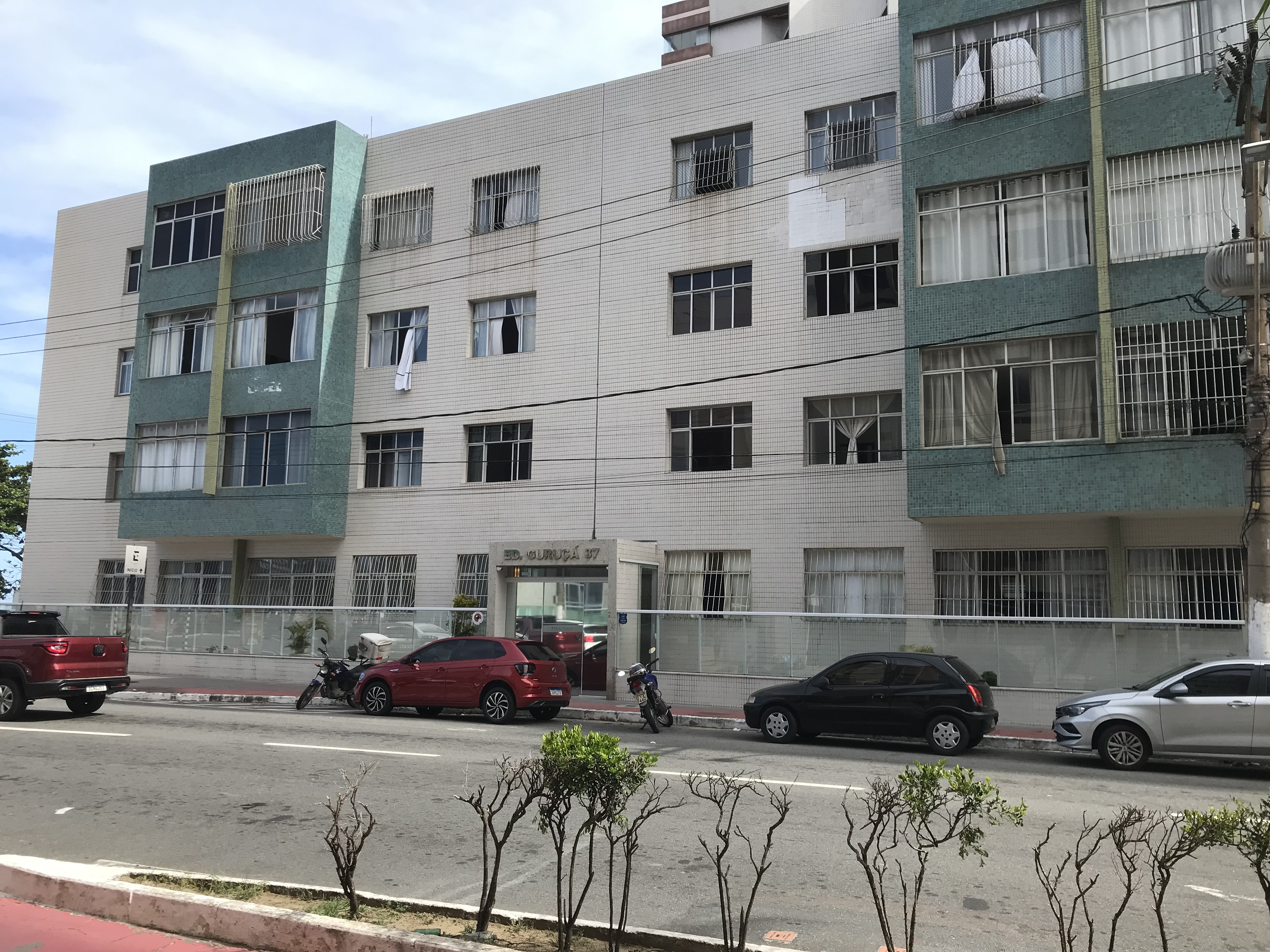
Edifício Guruçá, um dos primeiros prédios da cidade de Vila Velha no bairro Praia da Costa

Nos primórdios com a chegada de Vasco Fernandes Coutinho na costa do Espírito Santo, ele reserva parte de um terreno no lugar hoje conhecido como Praia da Costa, com nome de Fazenda da Costa, lugar esse que ele irá permanecer até o fim da sua vida. A região em seu estado natural era tomada por manguezais, o que impedia a travessia em momentos de alta das águas. Em 1885 foi construído uma ponte sobre o rio da Costa, obra que contribuiu para que os moradores da cidade tivessem um acesso mais prático até as praias do atual bairro naquela época. O terreno de boa parte do bairro hoje era pertencente ao proprietário do Sítio da Costa, comprado em 1892 por João Joaquim da Motta, que mais tarde foi feito o loteamento de suas terras.
Com a inauguração da Terceira Ponte, ligando a cidade de Vila Velha até a capital Vitória (Espírito Santo), houve um maior fluxo de crescimento ao bairro, agora dando possibilidades aos moradores de ter uma conexão ágil até ao trabalho presente na capital ou acesso ao norte do estado.

## Turismo

### Praia da Costa
A praia é totalmente urbanizada e muito movimentada, possuindo um calçadão, dotado de ciclovia, de 5 km de extensão. Ao longo do dia pessoas fazem caminhada, corrida, musculação, futebol de areia, futevôlei, vôlei, frescobol e levam a família para passear. Pela manhã vão banhar-se nas limpas e calmas águas da praia. A noite há uma grande feira em uma de suas extremidades, com barracas de lanches e doces, produtos artesanais, quadros e livros, uma boa opção para passear com os amigos ou com o(a) companheiro(a). Aos finais de semana o movimento cresce ainda mais, lotando a orla dia e noite. Possui também uma escolinha de Vela.
A praia também possui quiosques onde pode-se fazer refeições, comer petiscos e beber todas as bebidas alcoólicas ou não, além de fazer compras nas feirinhas ao longo da orla e comer uns tira-gostos ou restaurantes chiques com pratos típicos e culinária estrangeira (Japonesa, italiana e etc). Fica a apenas 3 km do centro da cidade. Mas, a maior parte do comércio de bebidas e comidas ao longo do dia é feito por ambulantes, que também disponibilizam cadeiras e sombrinhas de praia gratuitamente para os banhistas, embora em alguns pontos tais equipamentos são colocados à locação.
No Reveillon todas as praias de Vila Velha, ficam lotadas, mas a Praia da Costa , é aquela que reúne o maior número de pessoas e onde acontecem os principais eventos, com apresentação de bandas, show pirotécnico e contagem regressiva para o ano novo.
Possuí ampla rede hoteleira para receber os turistas.
Suas areias são amarelas e constituídas de grãos grossos. Embora não seja surfável, a praia da costa possui ondas quebrando diretamente na areia em alguns pontos, que atingem até 1,5 metros de altura, permitindo a prática de bodyboard, skimboard e surf de peito. Mas, em sua maior parte, a água é bastante calma, possibilitando que crianças se banhem sem maiores riscos, até porque toda a orla é supervisionada por salva-vidas lotados em pontos específicos, com patrulhas intermitentes motorizadas tanto pela areia quanto pela água. A praia é totalmente urbanizada e há rampas de acesso que levam deficientes e idosos até o mar, totalmente equipadas para o conforto e segurança dos mesmos. Há também cerca de 200 câmeras de videomonitoramento controladas pela prefeitura do município em parceria com a Policia Militar, tornando assim muito seguro a estadia dos banhistas, moradores e turistas.

### Ponta da Sereia
A ponta da sereia é uma extremidade localizada a oeste do bairro, onde há um pequeno parque com playground, quiosques, palco para apresentações, escola de ginasticas e atividades físicas, além de um pequeno pier de onde se tem uma vista privilegiada de toda orla das praias da costa e de Itapoã. Também é conhecida como Praia da Sereia.

### Parque Morro do Moreno
O Morro do Moreno, esta localizado a oeste do bairro Praia da Costa, debruçado sobre o Oceano Atlântico, é hoje um local perfeito para saltos de parapente, asa-delta e para a prática de escalada, devido a sua altitude de 184 m.
Do topo do Morro, temos uma visão de 360º da cidade de Vila Velha, do mar e da capital, Vitória.

### Farol de Santa Luzia
Localizado no final da Praia da Costa, ao lado da igreja Missão Praia da Costa, bem na entrada da baía de Vitória, o farol Santa Luzia foi construído a pedido do Barão de Cotegipe, ministro da guerra do império, em Glasgow, em 1870, e trazido para o local onde se encontra pelo engenheiro Zózimo Barroso, entrando em funcionamento em 1871.
O Farol Santa Luzia mede 12 metros de altura e sua luz atinge 15 milhas marítimas. Funciona até hoje para orientar a navegação direcionada aos Portos de Vitória, Capuaba, Vila Velha e Tubarão.
É um ótimo local para apreciar a vista do mar, o movimento dos navios e barcos pesqueiros e, principalmente, namorar. Um passeio imperdível para turistas e locais em busca de um fim de tarde tranqüilo e bonito. Depois de uma boa moqueca na Praia da Costa, nada melhor que fazer a sesta lagarteando nas pedras do Farol Santa Luzia, ao som do mar e à luz do céu profundo.

## O Bairro

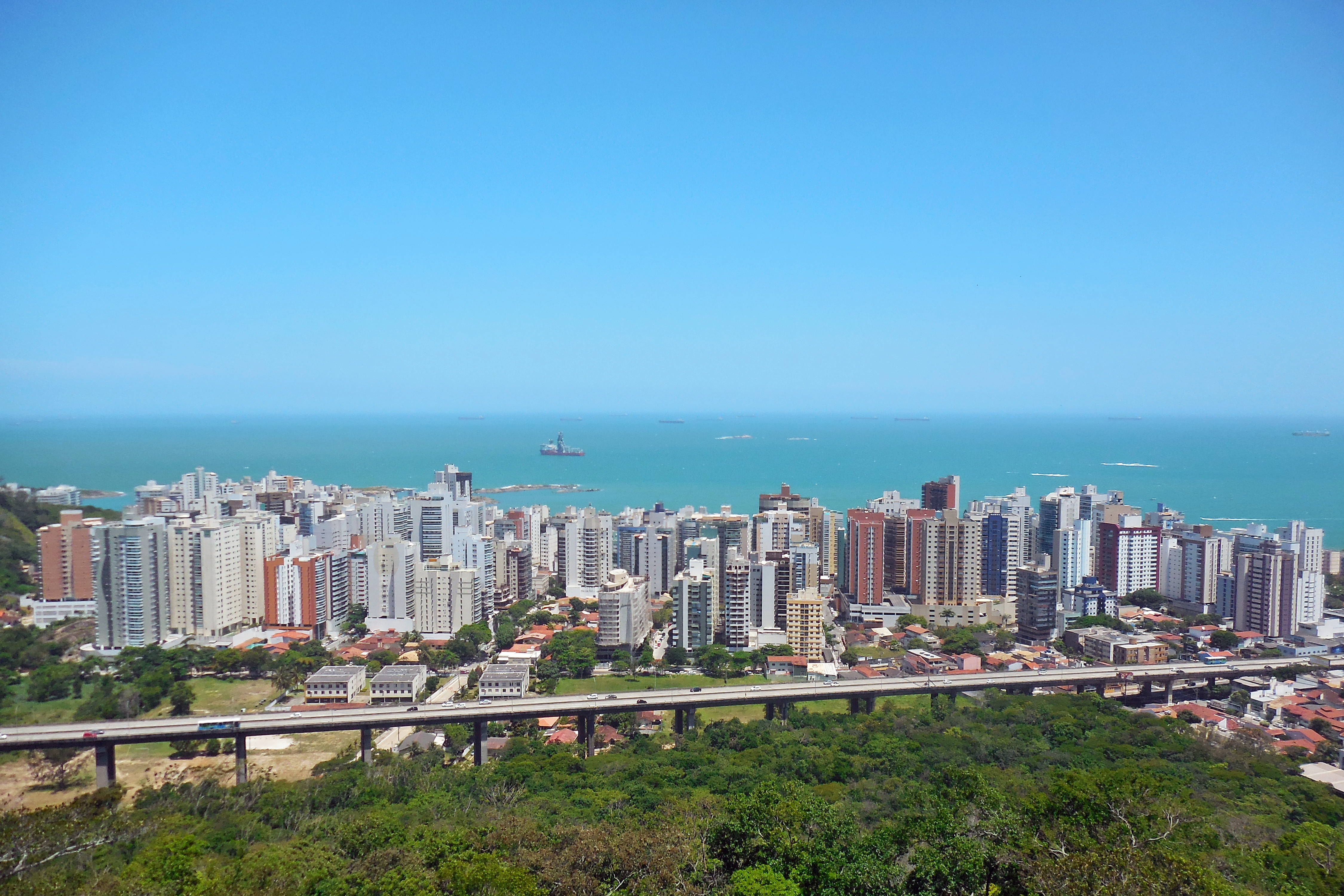
Terceira Ponte e o bairro Praia da Costa, vistos a partir do Convento da Penha.

### Comércio
O bairro tem um forte comércio, com boutiques de luxo, restaurantes, hipermercados, shoppings centers, galerias, hotéis de luxo e pousadas. Há também quarteirões localizados na região central do bairro que formam o chamado triângulo. Com bares, restaurantes, sorveterias, boates, clubes, livrarias, lojas, galerias e pequenos shoppings. A região é a mais agitada da vida noturna em Vila Velha, e recebe esse nome por ser parecido com o Triangulo das Bermudas, região de grande vida noturna na capital, Vitória.

### Imóveis
A Praia da Costa é o bairro mais valorizado pelas imobiliárias no Espírito Santo. Por sua orla e praia encantadoras, o bairro se tornou um sonho para muitos moradores do estado. Possui inúmeros prédios, parques residenciais e condomínios de luxo. O metro quadrado no bairro, ultrapassa os R$ 6.500,00, sendo ainda mais caro nas proximidades da orla. Isso faz com que o bairro seja um paraíso para construtoras e imobiliárias de todo país que buscam se fixar e conseguir lugar no competitivo mercado imobiliário que é o bairro Praia da Costa, desde a década de 80.

### Estrutura
Possui dois parques, três praças grandes, além de pequenas praças localizadas nas esquinas. Com exceção das grandes avenidas, as ruas do bairro são calmas, largas e arborizadas. Há também em todo o bairro, o projeto da prefeitura Calçada Cidadã que padroniza todas as calçadas as tornando mais acessíveis para os pedestres, idosos e deficientes. Existem pequenas ciclovias dentro do bairro, além da orla. Todo bairro é monitorado 24 horas pela Central de Vídeo Monitoramento da prefeitura municipal de Vila Velha em parceria com a Policia Militar, tornando o bairro um dos mais seguros e com um dos menores indicies de violência urbana do Espírito Santo.

## Como Chegar
Há vários pontos de táxis ao longo da orla da Praia da Costa e também no interior do bairro. De ônibus é possível pegar as linhas municipais, viação sanremo, em todo município de Vila Velha. Já para quem vem de outros municípios pode-se fazer a integração nos terminais urbanos de Itaparica, Vila Velha e Ibes. Além disso há nas rodoviárias de Vila Velha e Vitória, e aeroporto de Vitória ônibus direto para o bairro, conhecidos como seletivo.